# خانه زینت‌الملک
خانه زینت‌الملک یکی از آثار به جای مانده از دوره قاجار است که ساخت آن در حدود سال ۱۲۹۰ ه‍.ق توسط علی‌محمد خان قوام‌الملک آغاز و در سال ۱۳۰۲ ه‍.ق به پایان رسیده‌است. این خانه به دلیل سکونت زینت‌الملک، دختر قوام‌الملک چهارم، به این نام معروف است. سقف بیشتر اتاق‌های این خانه چوبی است که با نقاشی تصاویر گوناگونی از جانوران، پرندگان و گل و بوته آراسته شده‌است. در زیر زمین این خانه زیبا موزه معروف به «مادام توسو شیراز» قراردارد که علاقمندان می‌توانند از مجسمه‌های شخصیت‌های برجسته شیراز از جمله خانم زینت الملوک قوامی دیدن فرمایند. در زیرزمین این بنا موزه مشاهیر فارس همراه با مجسمه‌های مشاهیر فارس برپا شده‌است.

## تاریخچه
بنای اندرون زینت الملک مربوط به دوره قاجار است و در شیراز، خیابان لطفعلی‌خان زند واقع شده و این اثر در تاریخ ۱۰ آذر ۱۳۵۴ با شمارهٔ ثبت ۹۳۸ به‌عنوان یکی از آثار ملی ایران به ثبت رسیده‌است.

## مکان بنا
در ضلع غربی نارنجستان قوام، عمارتی زیبا قرار دارد که به دلیل سکونت خانم زینت‌الملک قوامی، دختر قوام‌الملک چهارم، به این نام معروف است. این عمارت که به فاصلهٔ یک کوچه با خانه قوام قرار دارد و به وسیلهٔ یک راه زیرزمینی با آن در ارتباط است، در حقیقت اندرونی خانهٔ قوام و محل رفت‌وآمد محارم بود.
در ورودی خانه زینت‌الملک معرق‌کاری شده‌است و با عبور از هشتی، یک راهرو با زاویه شمال شرقی به حیاط راه می‌یابد. در حیاط علاوه بر ازاره‌های سنگی حجاری شده و مشبک، دو باغچه زیبا و حوض بزرگ و کوچک مشاهده می‌شود.
کاشی‌کاری هفت رنگ هلالی که در پیشانی ساختمان جا گرفته از زیبایی خاص برخوردار است و تصاویر خورشید، دو فرشته، دو شیر شمشیر به دست همراه با آیه نصرمن‌الله و فتح‌قریب به چشم می‌خورد. به جز ایوان بدون سقف در شرق حیاط، در اطراف حیاط ۲۰ اتاق وجود دارد که به یکدیگر راه دارند. ساختمان غربی بنا دارای تالار شاه‌نشین آینه‌کاری و گچ‌بری با تصاویر اروپایی است. این ساختمان در سه ضلع دارای زیرزمین بسیار وسیع و گسترده‌ای است که امروزه از آن به عنوان نگارخانه استفاده می‌شود. در این موزه تمامی شخصیتهای برجستهٔ شیراز به صورت مجسمه برای بازدید مردم درآمده‌اند.

## نگارخانه

خانه زینت‌الملک
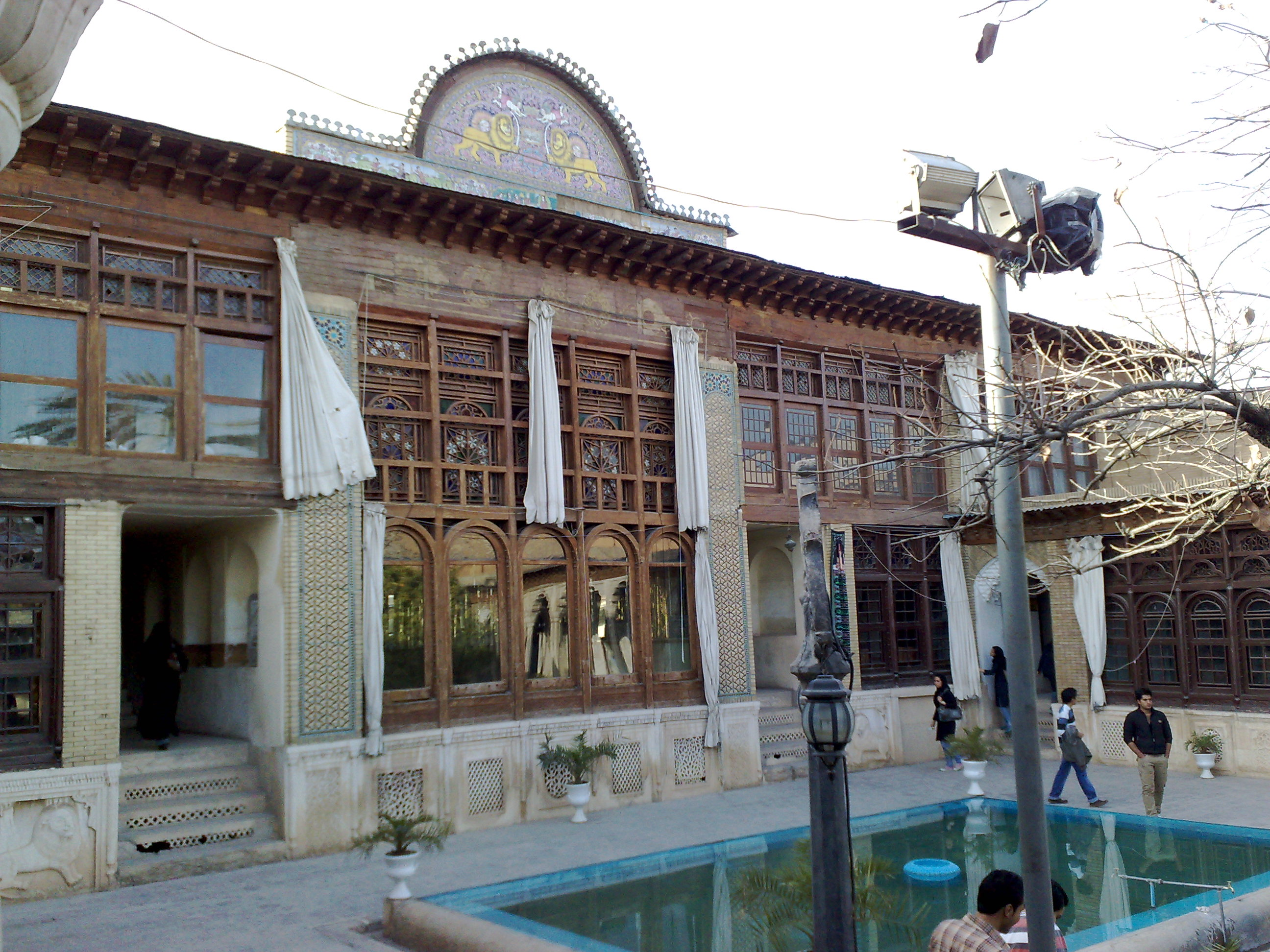
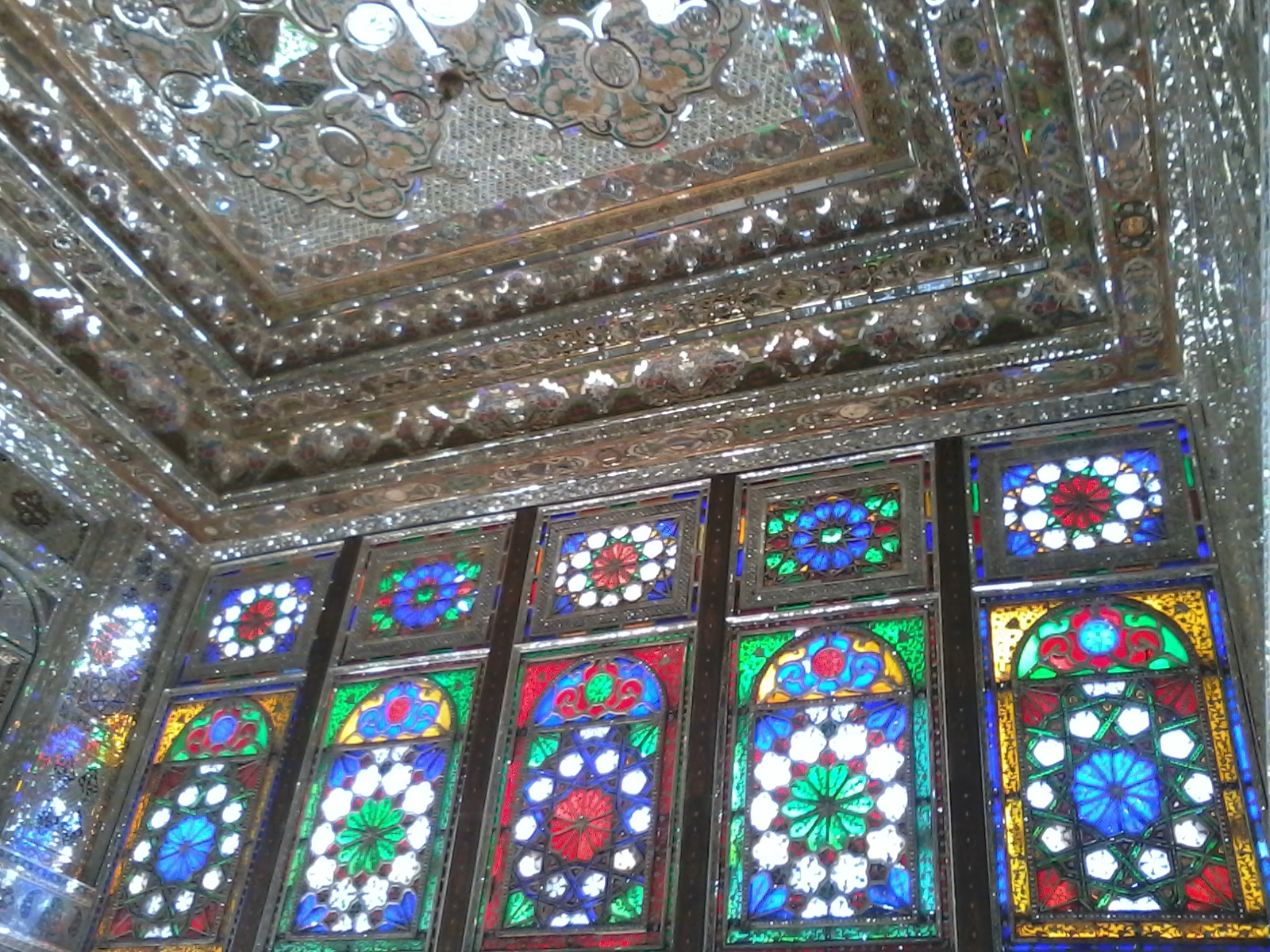
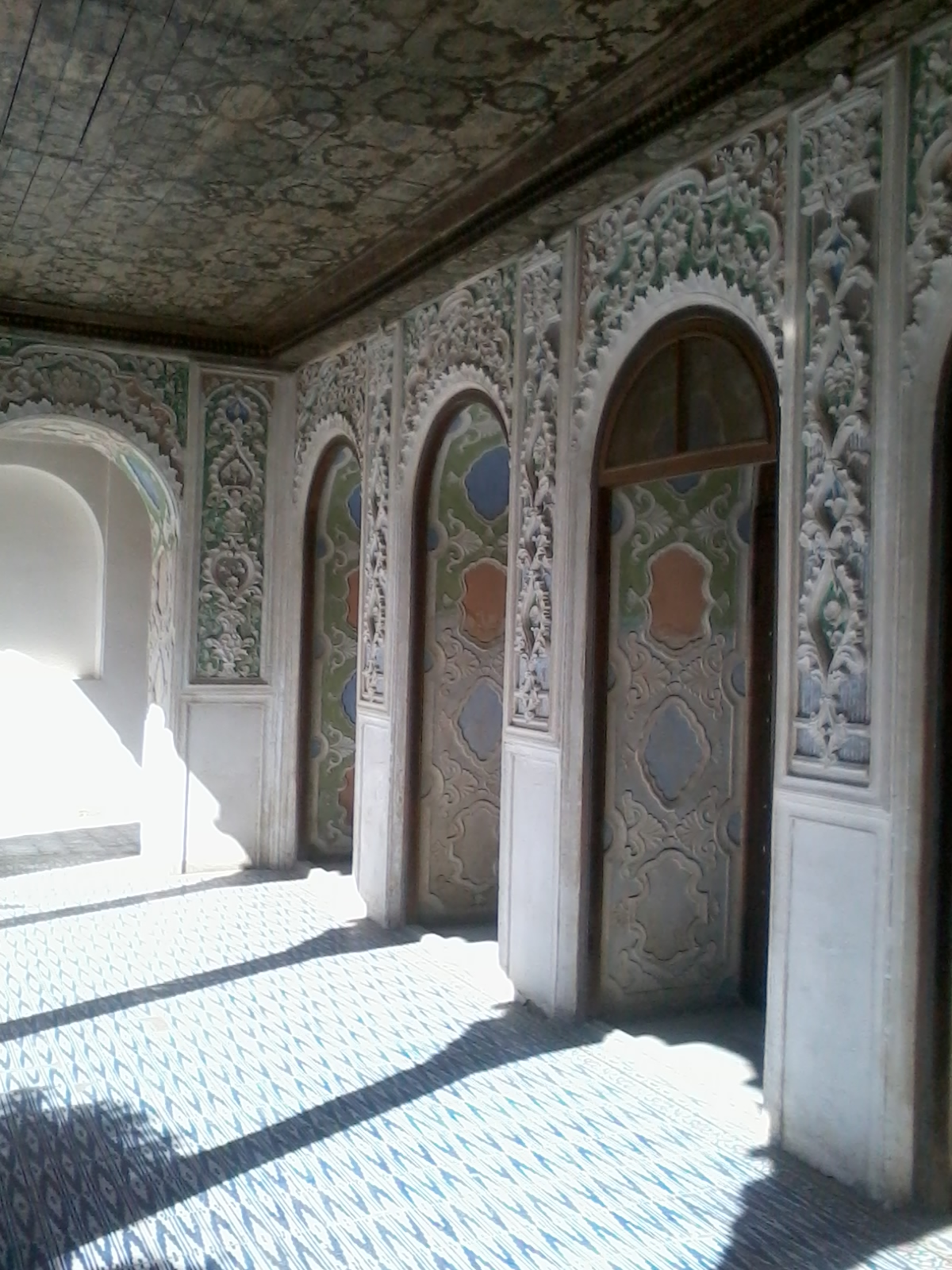
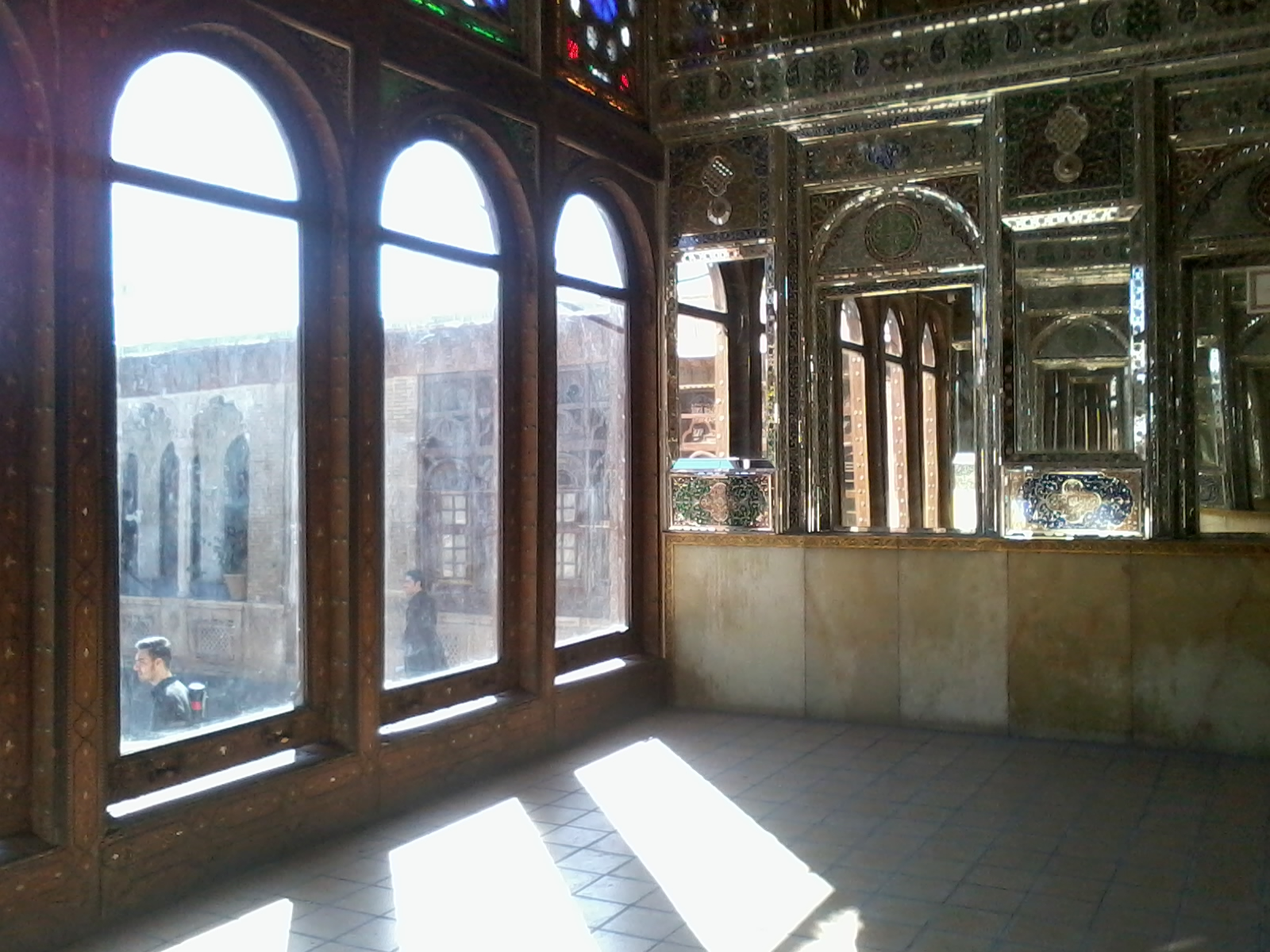
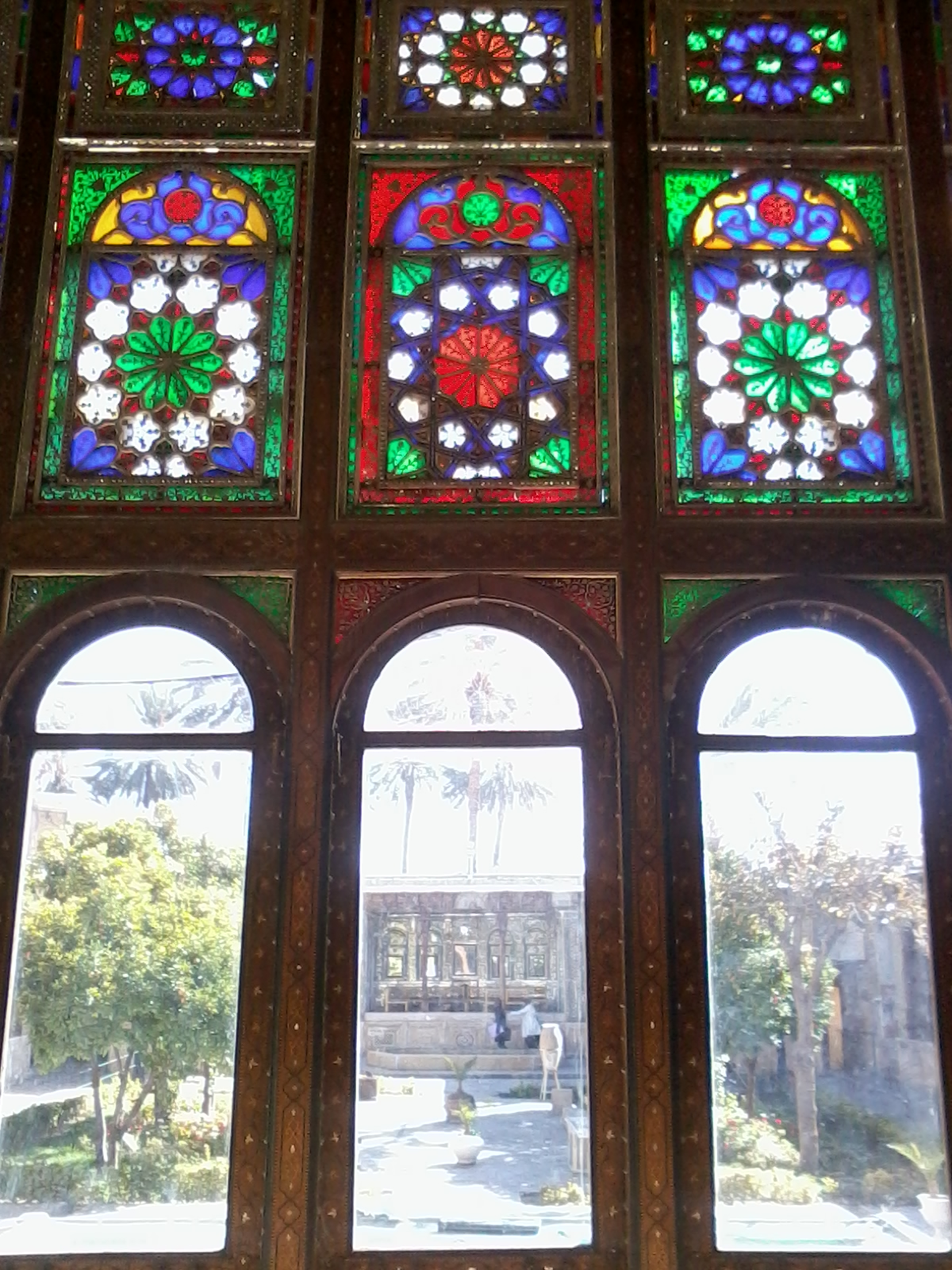
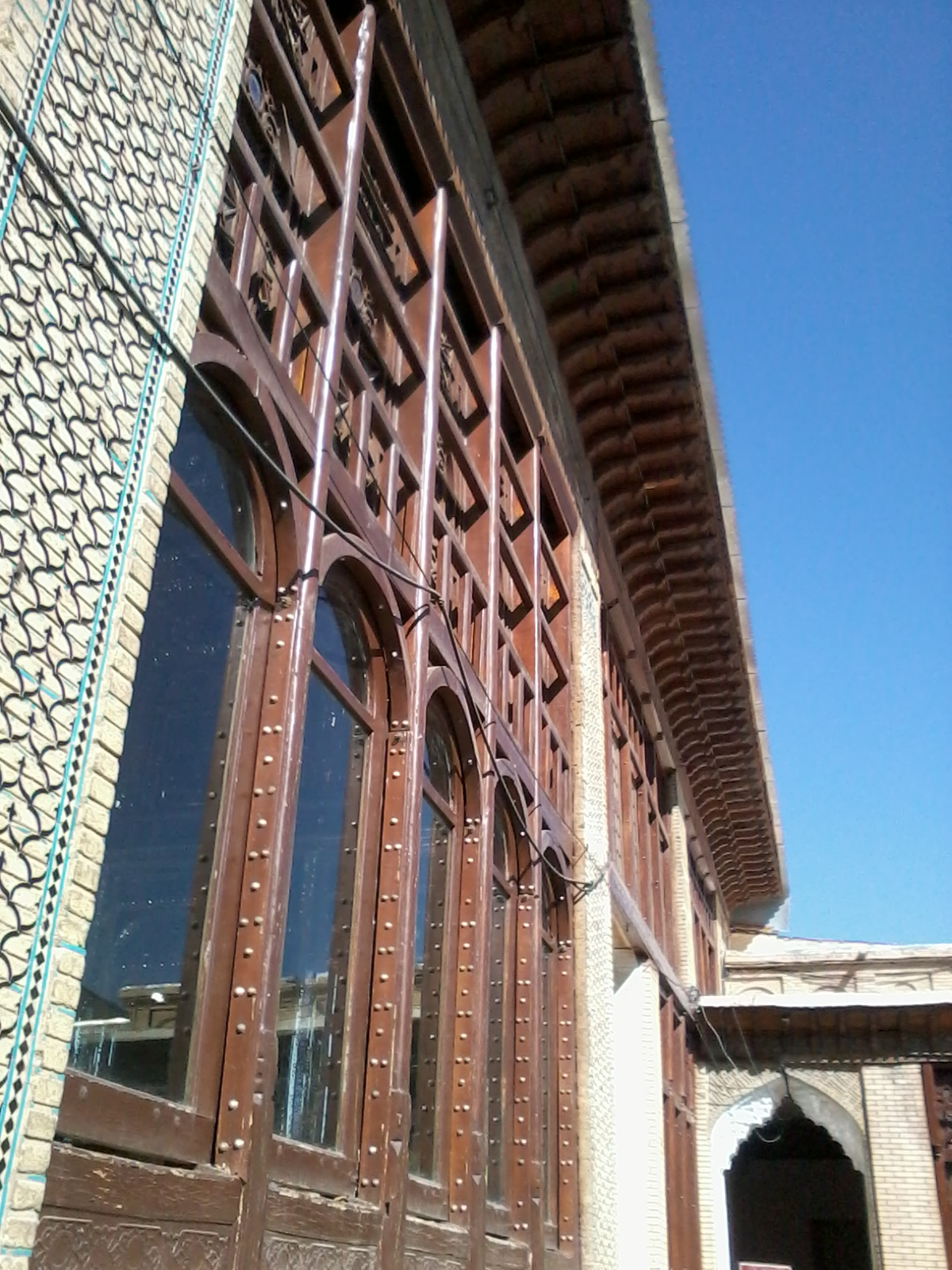
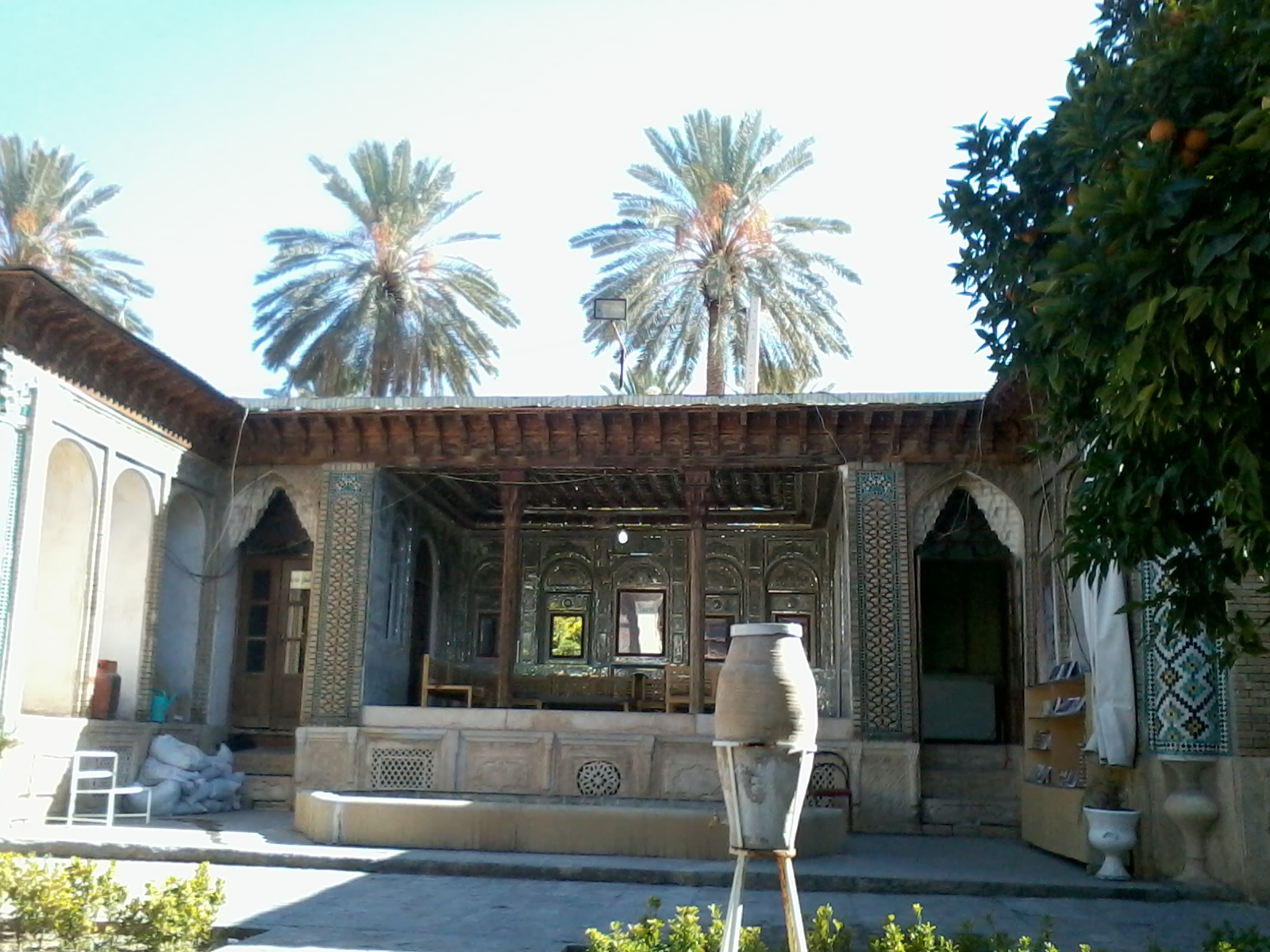
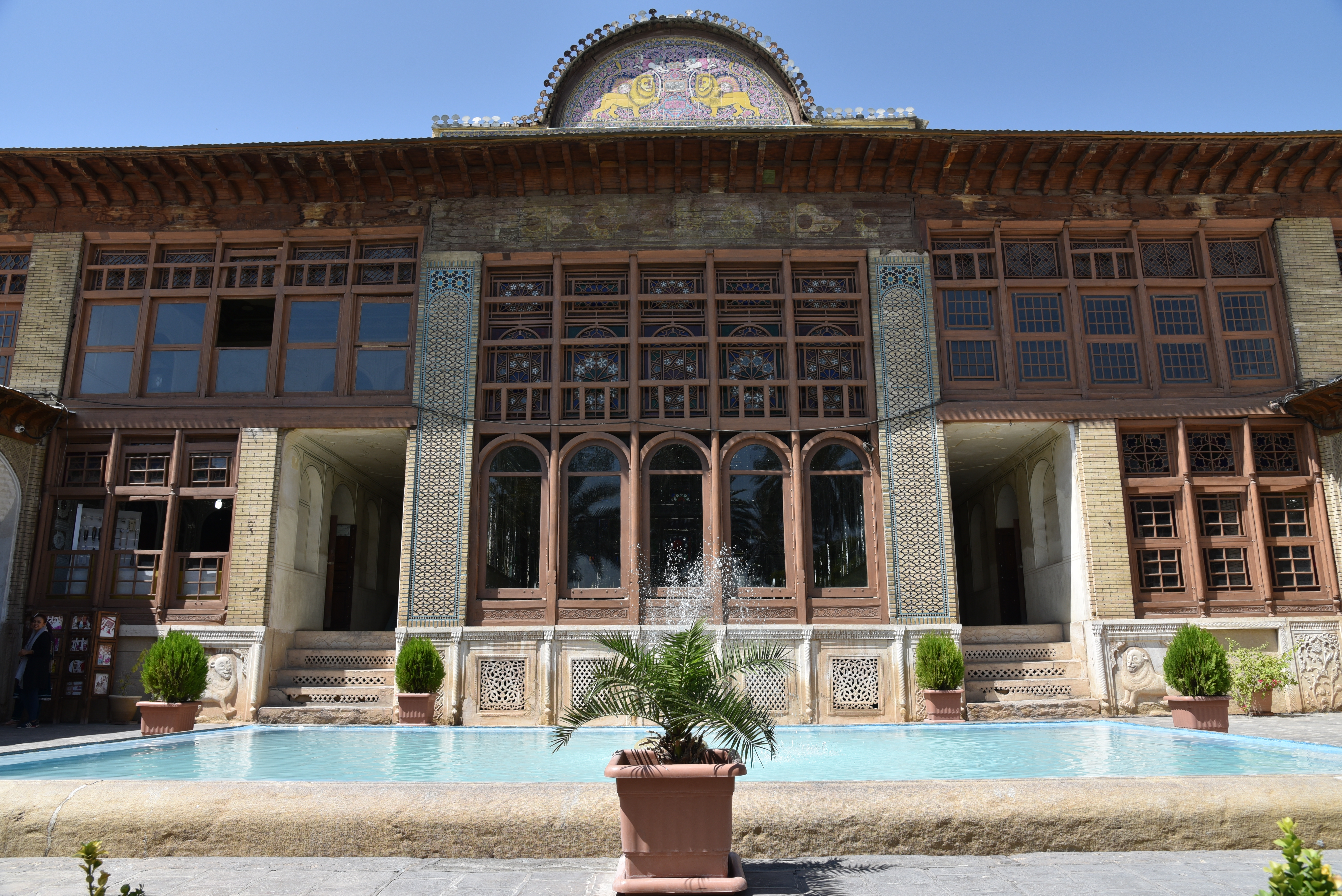
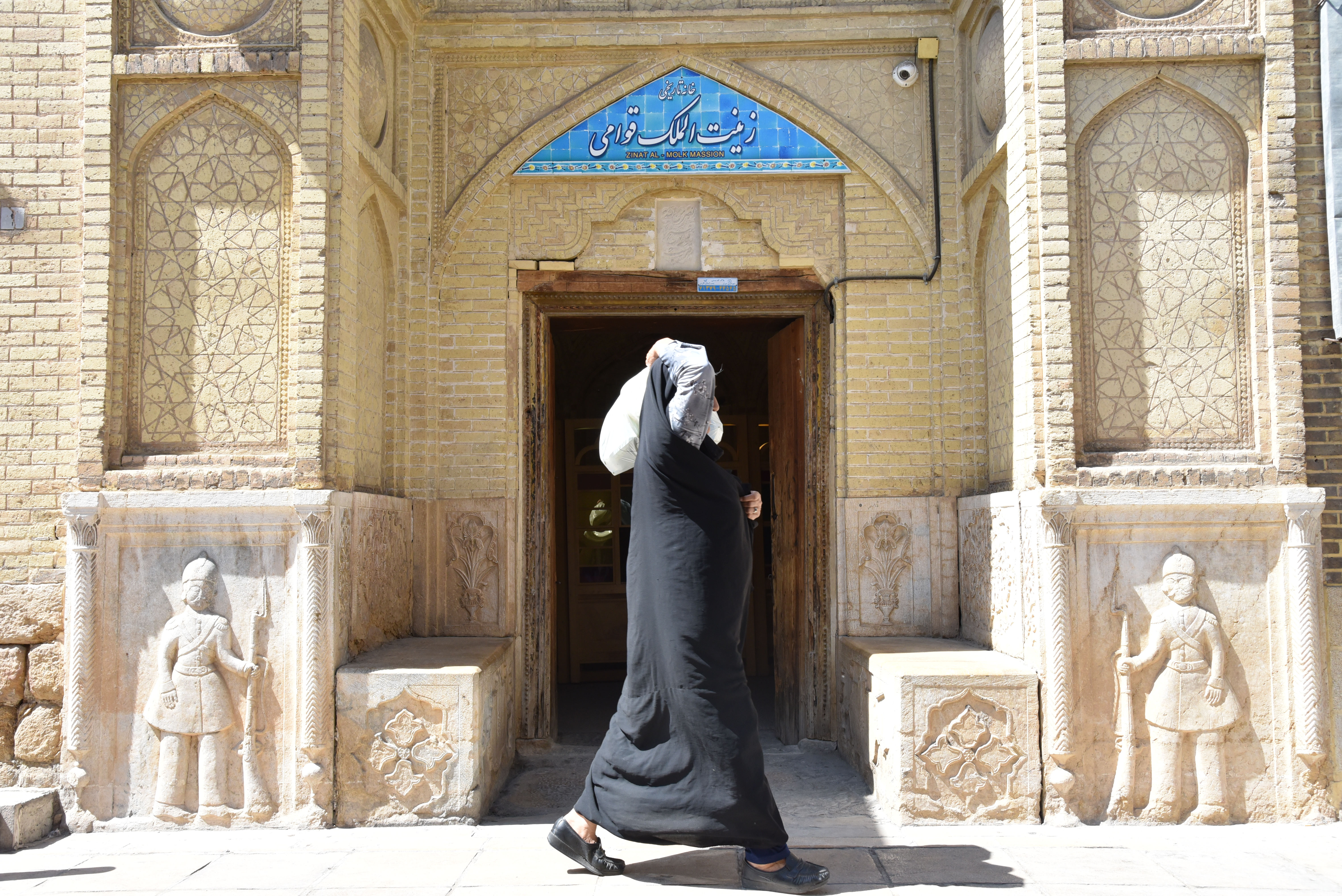
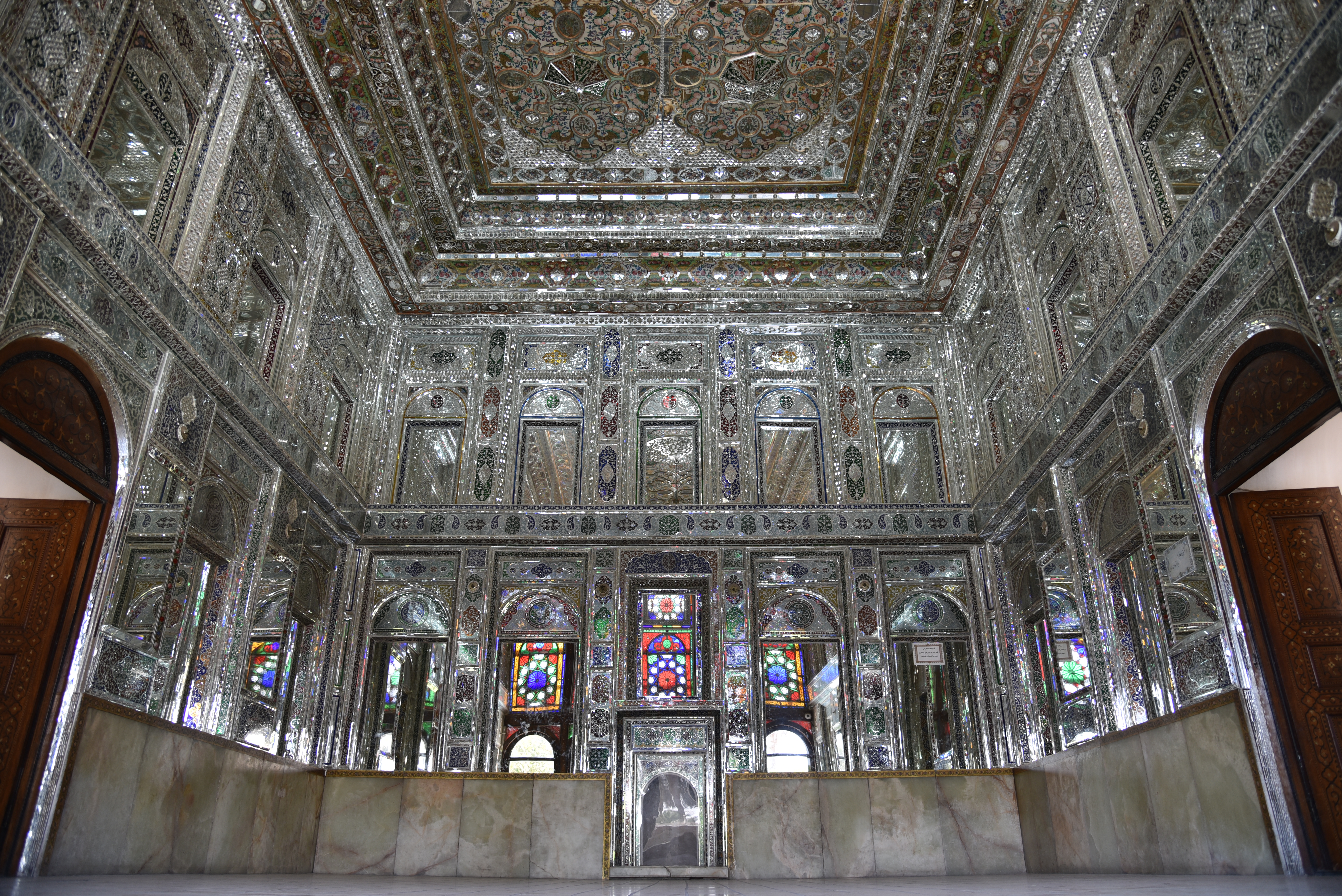
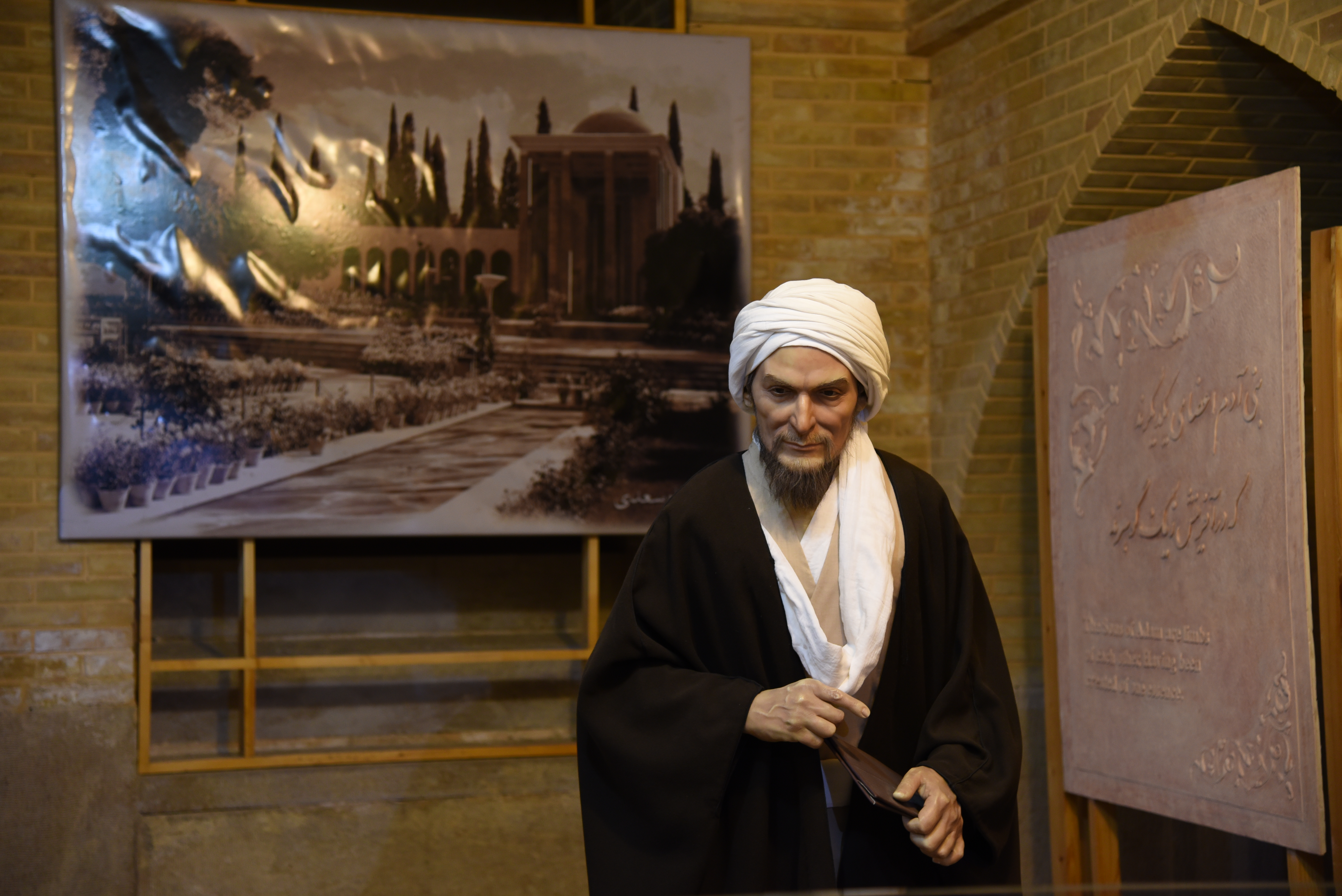
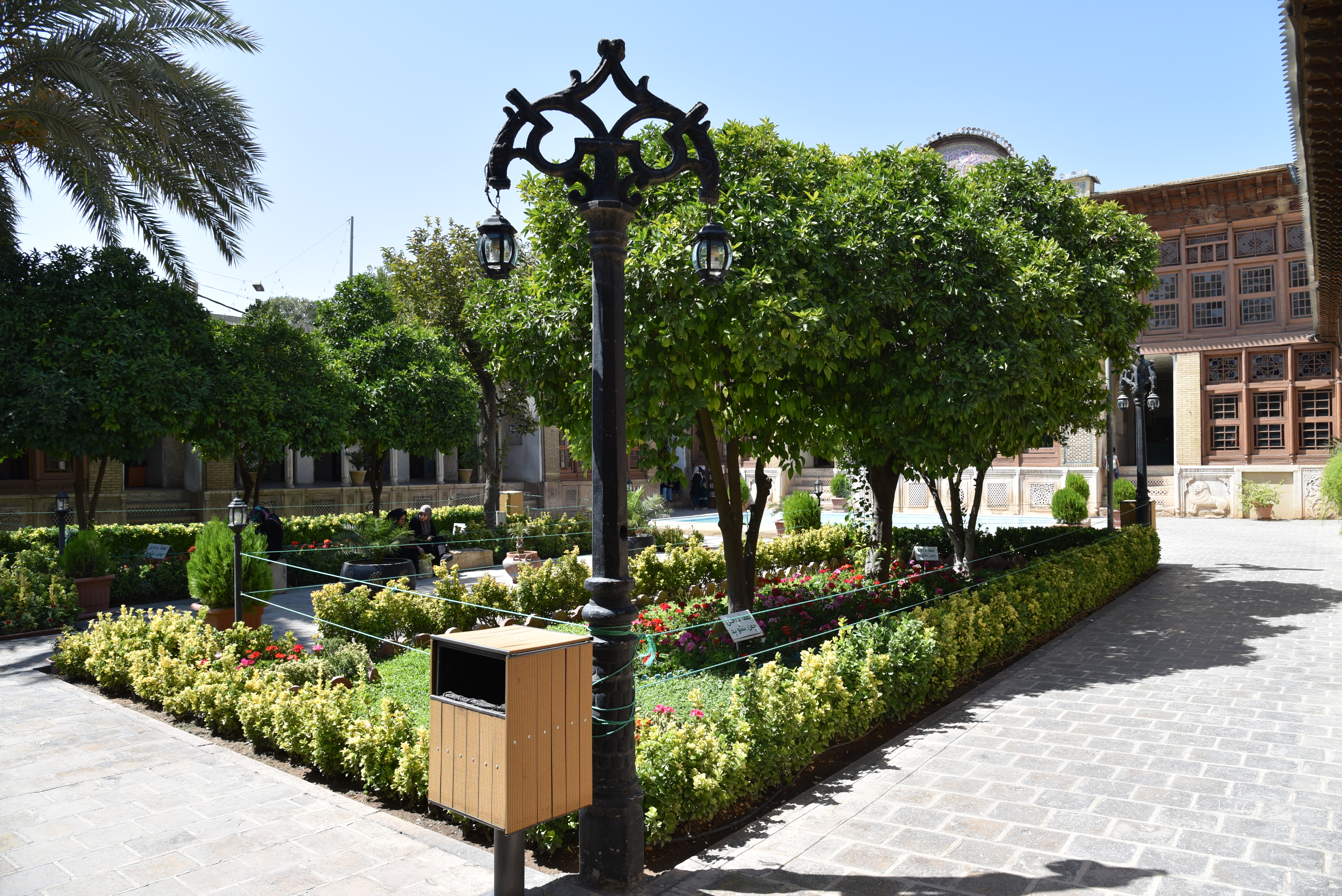
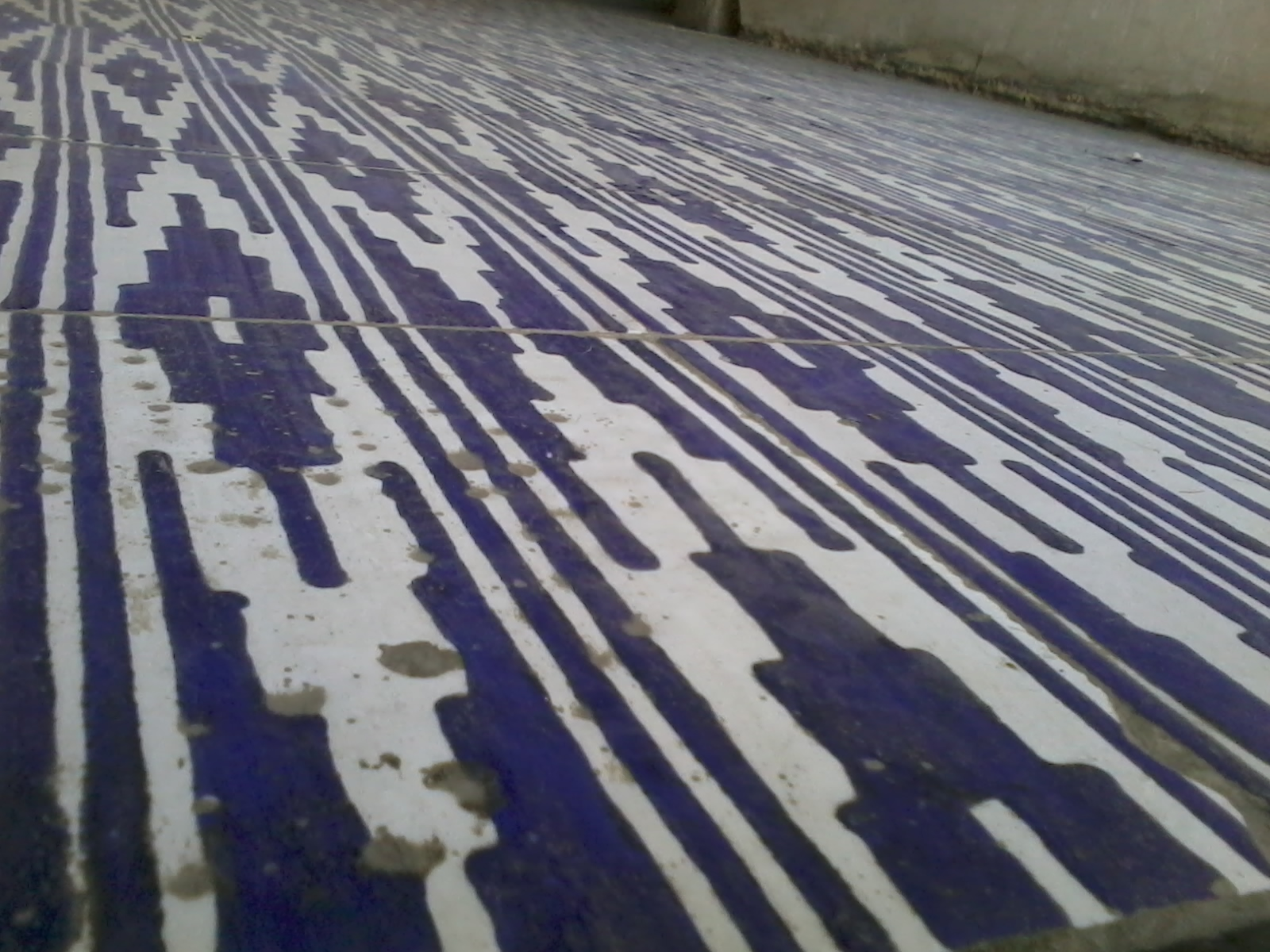
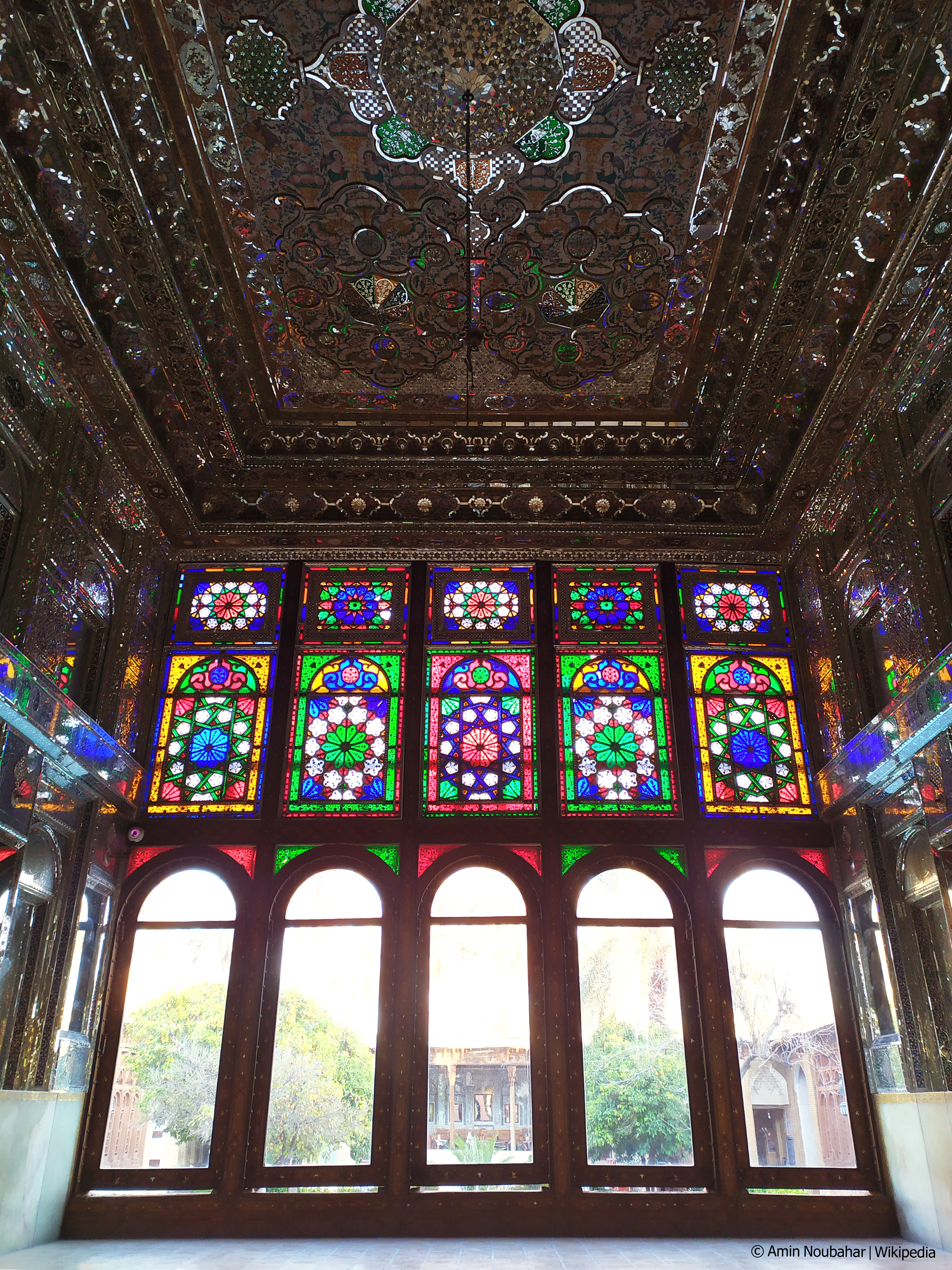